# Aina mun pitää
Aina mun pitää (svenska: Jag måste alltid) är en låt av det finska punkrockbandet Pertti Kurikan Nimipäivät. Låten vann Uuden Musiikin Kilpailu 2015 och representerade därmed Finland i Eurovision Song Contest 2015 i Wien. Låten pågår i en minut och tjugosju sekunder och är därmed den kortaste låten som att framförts i Eurovision Song Contest. Låten handlar om att behöva ägna sig åt dagliga aktiviteter som att diska.

## Eurovision Song Contest
Den 7 januari 2015 läckte Spotify att Pertti Kurikan Nimipäivät med "Aina mun pitää" skulle delta i Uuden Musiikin Kilpailu 2015. Spotify läckte även det andra sjutton deltagarna i tävlingen. Låten släpptes senare den 13 januari 2015. Den framfördes för första gången i den första semifinalen av Uuden Musiikin Kilpailu 2015, där Finlands bidrag till Eurovision Song Contest 2015 valdes ut. Låten gick vidare till finalen där den vann och fick därmed representera Finland i Eurovision Song Contest 2015 i Wien. Låten tävlade i den första semifinalen där den kom på sista plats med 13 poäng.